# Army One

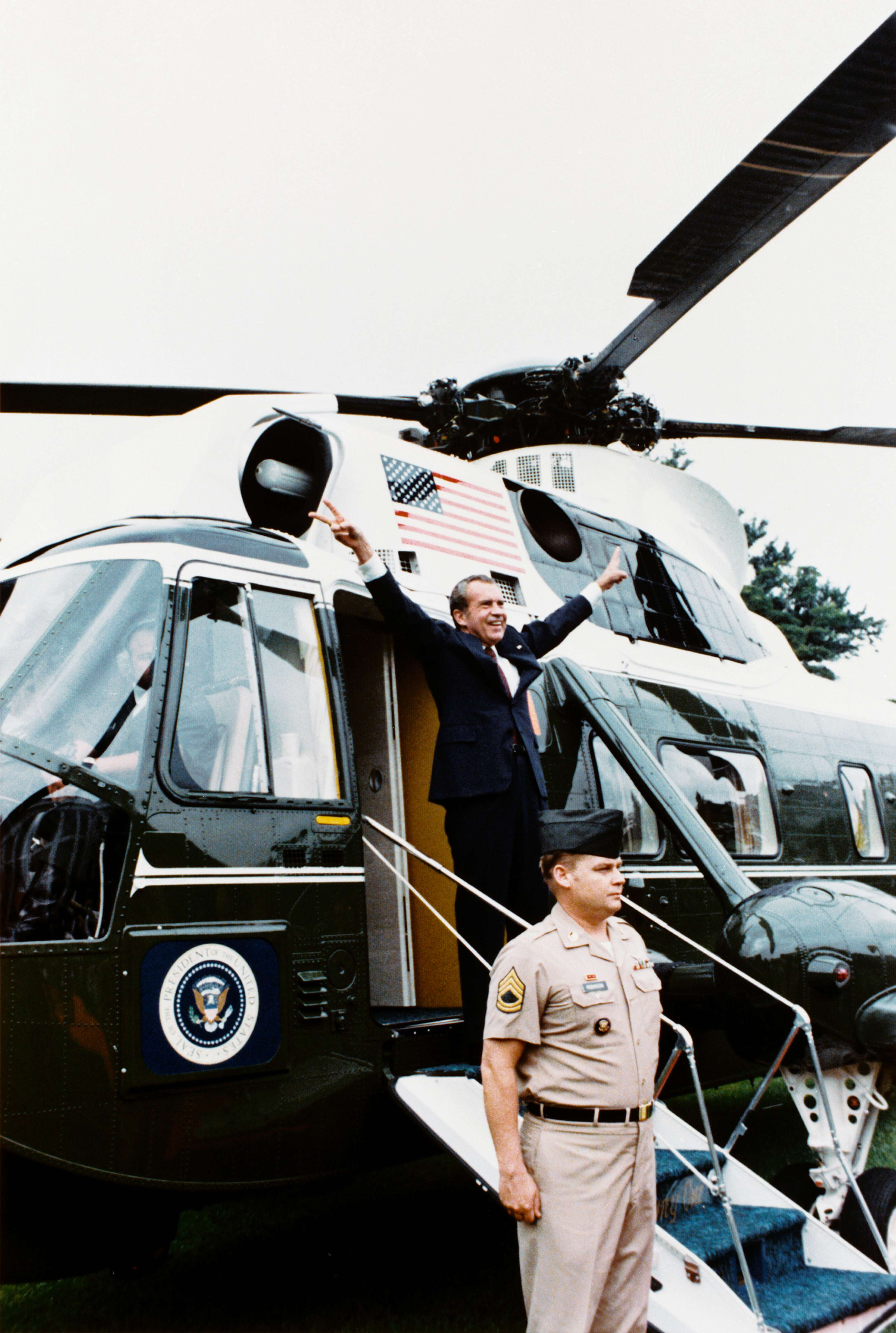
Il presidente Nixon, facendo le dita a V, sale sullArmy One dopo le sue dimissioni.

Army One è l'identificativo radio di qualsiasi aereo o elicottero dell'esercito statunitense che trasporti il Presidente degli Stati Uniti. In qualsiasi luogo l'Army One atterri, al suolo c'è almeno un soldato in alta uniforme pronto ad accogliere il presidente.
Dal 1957 e fino al 1976, la responsabilità del trasporto in elicottero del presidente era divisa fra l'esercito e il corpo dei Marines, fino a dare a questi ultimi la responsabilità esclusiva del trasporto in elicottero del presidente.
Una famosa immagine fotografica dell'Army One è stata scattata il 9 agosto 1974 dopo le dimissioni di Nixon in seguito allo scandalo Watergate, e ritrae il presidente in gesto di vittoria. Nonostante avesse espresso l'intenzione di dimettersi, la sua lettera non era ancora stata consegnata al Segretario di Stato, ed era quindi ancora in carica. Il tenente colonnello Gene T. Boyer, capo pilota di elicotteri del presidente Nixon, trasportò il presidente durante il suo ultimo viaggio dalla Casa Bianca alla base militare di Andrews con il VH-3A Sea King numero 150617. L'elicottero era in servizio nella flotta presidenziale dal 1961 ed è oggi in mostra fuori dalla Richard Nixon Presidential Library and Museum.
Un elicottero o un aereo dell'esercito che trasporti il vicepresidente degli Stati Uniti è invece detto Army Two.